# Stade Hamoud-Daïdi
Pour les articles homonymes, voir Daïdi.
Le stade Hamoud-Daïdi précédemment connu sous le nom de stade Duruy est un stade de football situé dans la ville de Blida, en Algérie. Le stade porte le nom de l'ancien boxeur Hamoud Daïdi. Il était le stade résident du FC Blida et USM Blida.